# 대한민국 형사소송법 제262조의2
대한민국 형사소송법 제262조의2는 재정신청사건 기록의 열람·등사 제한에 대한 형사소송법의 조문이다.

## 조문
제262조의2(재정신청사건 기록의 열람·등사 제한)재정신청사건의 심리 중에는 관련 서류 및 증거물을 열람 또는 등사할 수 없다. 다만, 법원은 제262조제2항 후단의 증거조사과정에서 작성된 서류의 전부 또는 일부의 열람 또는 등사를 허가할 수 있다.[본조신설 2007.6.1.] [종전 제262조의2는 제262조의4로 이동  <2007.6.1.>]

## 참고 문헌
- 손동권 신이철, 새로운 형사소송법(초판, 2013), 세창, 2013. ISBN 9788984114081